# Federico Chávez
Tiến sĩ Federico Chaves Careaga (15 tháng 2 năm 1882 - ngày 24 tháng 4 năm 1978) là một chính trị gia và quân đội Paraguay, từng là tổng thống Paraguay từ ngày 10 tháng 9 năm 1949 đến ngày 5 tháng 5 năm 1954. Ông là thành viên của đảng Colorado.
Chaves sinh ngày 15 tháng 2 năm 1882 tại Paraguarí. Cha mẹ ông là Bồ Đào Nha Federico Chaves và Felicia Careaga, từ Guaira, Paraguay.
Chaves, người đã nhận được bằng luật sư năm 1905, là một nhà lãnh đạo lâu năm của đảng trung thành Colorado (đảng Cộng hòa). Khi đảng của ông phục vụ trong một liên minh chính phủ vào năm 1946, Chaves đã được bổ nhiệm vào Tòa án Tối cao. Ông từng là Bộ trưởng Ngoại giao của Paraguay từ năm 1947 cho đến khi ông trở thành tổng thống năm 1949. Ông được bầu vào nhiệm kỳ 3 năm vào năm 1950 và sau đó được bầu lại vào năm 1953. Khi Chaves cố gắng củng cố chế độ của mình bằng cách trang bị cảnh sát quốc gia vào năm 1954, cuộc đảo chính được chỉ huy bởi Tướng Alfredo Stroessner vào ngày 5 tháng 5 đã kết thúc nhiệm kỳ của ông.
Chaves đã chết năm 1978 ở tuổi 96 tại thành phố Asunción, từ những nguyên nhân tự nhiên. Ông được chôn với đầy đủ danh dự của nhà nước; Stroessner tham dự các dịch vụ...